# 발트 조선소

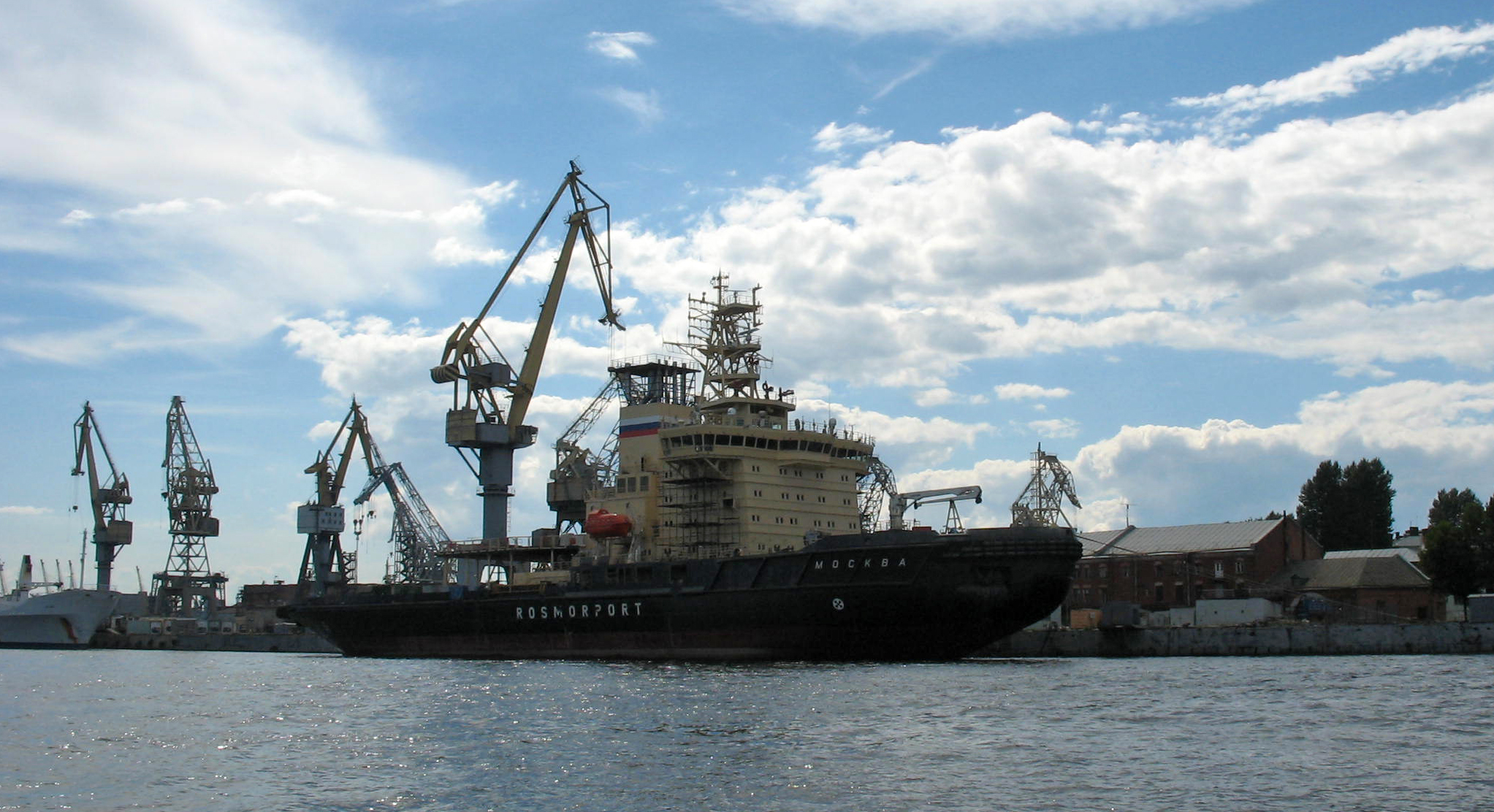
쇄빙선 모스크바 2008년 발트 조선소에서 마지막 공정을 거치고 있다

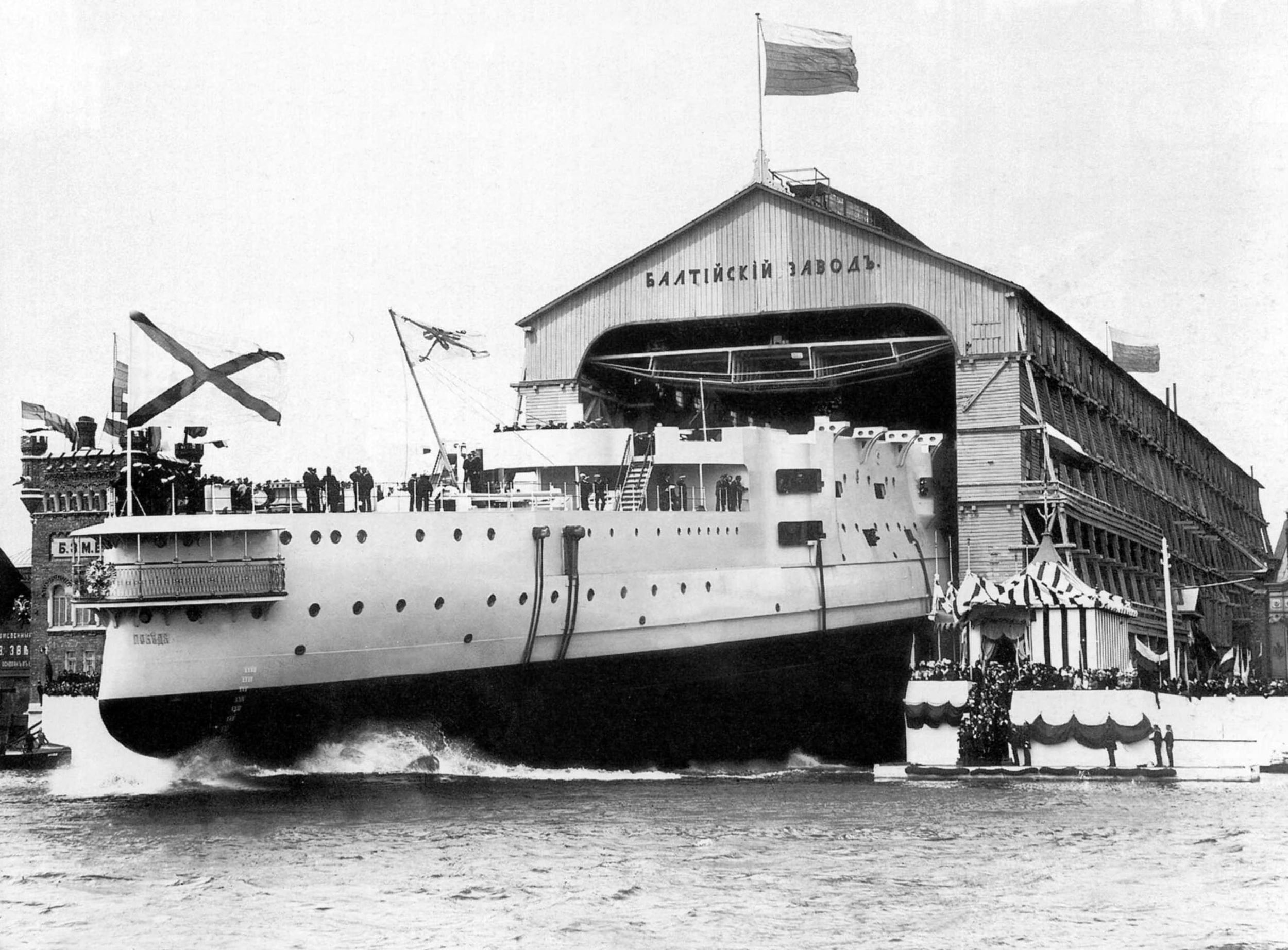
1900년 5월, 전함 포베다 (승리)의 진수식

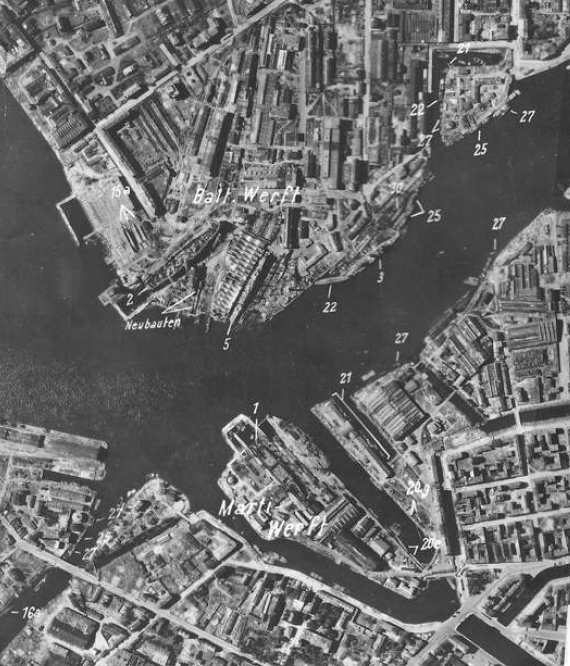
Luftwaffe의 공중 정찰 사진

발트 조선소(Baltic Shipyard, Baltiysky Zavod, 이전 189번 조선소)(러시아어: Балтийский завод имени С. Орджоникидзе)는 러시아에서 가장 오래된 조선소 중 하나로 현재는 유나이티드 조선 회사의 일부이다.
그것은 바실리 섬의 남서부 상트페테르부르크에 위치하고 있다. 상트페테르부르크에서 활동하는 세 조선소 중 하나이다. 아드미랄티 조선소와 함께 러시아 제국 전함과 소련의 핵발전 쇄빙선의 상당 부분을 건설했다. 아드미랄티 조선소가 디젤 - 전기 잠수함을 전문으로 하는 반면, 현재 발트 조선소는 상선을 전문으로 제작하고 있다.

## 역사
조선소는 상트페테르부르크의 상인 카(M. Carr)와 스코틀랜드인 맥퍼슨(ML MacPherson)에 의해 1856년에 설립되었다. 그 후 카와 맥퍼슨 야드(Carr and MacPherson yard)가 되었다. 1864년에 우라간급의 감시선 두 척을 제작했다. 1874년에 조선소는 오크톰스키 왕자에게 매각되었다.
1934년 조선소는 네덜란드 회사인 Ingenieurskantoor voor Scheepsbouw가 제작한 독일 설계를 기반으로 S급 잠수함 3종의 프로토타입 작업을 시작했다. 1936년 12월 30일, 소련은 이곳을 조보드 189번 조선소(Zavod 189)로 개명했다.

## 같이 보기
- 페레스베트급 전함
- 보로디노급 전함
- 보로디노급 순양함
- 안드레이 페르보즈바니급 전함
- 강구트급 전함
- 소비에츠키 소유즈급 전함
- 아드미랄티 조선소